# باربارا پارکینز
باربارا پارکینز (انگلیسی: Barbara Parkins؛ زادهٔ ۲۲ مهٔ ۱۹۴۲) بازیگر اهل کانادا و ایالات متحده آمریکا است. وی بین سال‌های ۱۹۶۱ تا ۱۹۹۸ میلادی فعالیت می‌کرد.
از فیلم‌ها یا برنامه‌های تلویزیونی که وی در آن نقش داشته‌است می‌توان به آرام‌بخش و ملفیستو والز اشاره کرد.